# Martin Hojsík
Martin Hojsík (* 27. ledna 1977 Bratislava) je slovenský politik, aktivista a odborník na životní prostředí, od roku 2019 poslanec Evropského parlamentu za Progresívne Slovensko.

## Život
Narodil se v roce 1977 v Bratislavě. Absolvoval Gymnázium Jána Papánka a posléze vystudoval genetiku na Přírodovědecké fakultě Univerzity Komenského v Bratislavě. V letech 1995 až 2013 působil v organizaci Greenpeace. Působil také u organizací ActionAid International nebo FOUR PAWS. 

### Politické působení
Politicky se začal angažovat v roce 2000, když se stal členem komise na správu malých grantů na Ministerstvu životního prostředí. V letech 2002 až 2006 byl členem poradního výboru environmentální komise Národní rady Slovenské republiky.
V roce 2018 se stal členem Progresivního Slovenska. V evropských volbách v roce 2019 byl zvolen na kandidátní listině PS a SPOLU členem Evropského parlamentu. V červnu 2020 se stal místopředsedou Progresivního Slovenska. Dne 18. října 2023 byl zvolen místopředsedou Evropského parlamentu poté, co se postu vzdal jeho stranický kolega Michal Šimečka kvůli angažmá v domácí politice. V únoru 2024 byl spolu se svým stranickým kolegou Michalem Wiezikem označen za jednoho z nejvlivnějších europoslanců. V evropských volbách v roce 2024 svůj mandát na kandidátní listině Progresivního Slovenska obhájil; pokračoval navíc ve funkci místopředsedy Evropského parlamentu.